# Kvalifikace na Mistrovství světa ve fotbale 1970 (UEFA)
Kvalifikace na Mistrovství světa ve fotbale 1970 zóny UEFA určila 8 účastníků finálového turnaje.
Celkem 29 týmů bylo rozlosováno do osmi skupin po čtyřech, resp. třech týmech. Ve skupinách se utkal každý s každým dvoukolově doma a venku. Vítězové skupin postoupili na MS.

## Skupina 1
| Poř. | Tým         | B | Z | V | R | P | VG | IG |
| ---- | ----------- | - | - | - | - | - | -- | -- |
| 1    | Rumunsko    | 8 | 6 | 3 | 2 | 1 | 7  | 6  |
| 2    | Řecko       | 7 | 6 | 2 | 3 | 1 | 13 | 9  |
| 3    | Švýcarsko   | 5 | 6 | 2 | 1 | 3 | 5  | 8  |
| 4    | Portugalsko | 4 | 6 | 1 | 2 | 3 | 8  | 10 |

| Datum                        | Domácí      | Výsledek | Hosté       |
| ---------------------------- | ----------- | -------- | ----------- |
| 12. října 1968, Basilej      | Švýcarsko   | 1 – 0    | Řecko       |
| 27. října 1968, Lisabon      | Portugalsko | 3 – 0    | Rumunsko    |
| 23. listopadu 1968, Bukurešť | Rumunsko    | 2 – 0    | Švýcarsko   |
| 11. prosince 1968, Athény    | Řecko       | 4 – 2    | Portugalsko |
| 16. dubna 1969, Lisabon      | Portugalsko | 0 – 2    | Švýcarsko   |
| 16. dubna 1969, Athény       | Řecko       | 2 – 2    | Rumunsko    |
| 4. května 1969, Porto        | Portugalsko | 2 – 2    | Řecko       |
| 14. května 1969, Lausanne    | Švýcarsko   | 0 – 1    | Rumunsko    |
| 12. října 1969, Bukurešť     | Rumunsko    | 1 – 0    | Portugalsko |
| 15. října 1969, Soluň        | Řecko       | 4 – 1    | Švýcarsko   |
| 2. listopadu 1969, Bern      | Švýcarsko   | 1 – 1    | Portugalsko |
| 16. listopadu 1969, Bukurešť | Rumunsko    | 1 – 1    | Řecko       |

## Skupina 2
| Poř. | Tým            | B | Z | V | R | P | VG | IG |
| ---- | -------------- | - | - | - | - | - | -- | -- |
| 1=   | Československo | 9 | 6 | 4 | 1 | 1 | 12 | 6  |
| 1=   | Maďarsko       | 9 | 6 | 4 | 1 | 1 | 16 | 7  |
| 3    | Dánsko         | 5 | 6 | 2 | 1 | 3 | 6  | 10 |
| 4    | Irsko          | 1 | 6 | 0 | 1 | 5 | 3  | 14 |

| Datum                       | Domácí         | Výsledek | Hosté          |
| --------------------------- | -------------- | -------- | -------------- |
| 25. září 1968, Kodaň        | Dánsko         | 0 – 3    | Československo |
| 20. října 1968, Bratislava  | Československo | 1 – 0    | Dánsko         |
| 4. května 1969, Dublin      | Irsko          | 1 – 2    | Československo |
| 25. května 1969, Budapešť   | Maďarsko       | 2 – 0    | Československo |
| 27. května 1969, Kodaň      | Dánsko         | 2 – 0    | Irsko          |
| 8. června 1969, Dublin      | Irsko          | 1 – 2    | Maďarsko       |
| 15. června 1969, Kodaň      | Dánsko         | 3 – 2    | Maďarsko       |
| 14. září 1969, Praha        | Československo | 3 – 3    | Maďarsko       |
| 7. října 1969, Praha        | Československo | 3 – 0    | Irsko          |
| 15. října 1969, Dublin      | Irsko          | 1 – 1    | Dánsko         |
| 22. října 1969, Budapešť    | Maďarsko       | 3 – 0    | Dánsko         |
| 5. listopadu 1969, Budapešť | Maďarsko       | 4 – 0    | Irsko          |

Československo a Maďarsko měly stejný počet bodů. O postupu tak musel rozhodnout dodatečný zápas na neutrální půdě.
| Datum                       | Domácí         | Výsledek | Hosté    |
| --------------------------- | -------------- | -------- | -------- |
| 3. prosince 1969, Marseille | Československo | 4 – 1    | Maďarsko |

## Skupina 3
| Poř. | Tým    | B | Z | V | R | P | VG | IG | +/- |
| ---- | ------ | - | - | - | - | - | -- | -- | --- |
| 1    | Itálie | 7 | 4 | 3 | 1 | 0 | 10 | 3  | 7   |
| 2    | NDR    | 5 | 4 | 2 | 1 | 1 | 7  | 7  | 0   |
| 3    | Wales  | 0 | 4 | 0 | 0 | 4 | 3  | 10 | -7  |

| Datum                            | Domácí | Výsledek | Hosté  |
| -------------------------------- | ------ | -------- | ------ |
| 23. října 1968, Cardiff          | Wales  | 0 – 1    | Itálie |
| 29. března 1969, Východní Berlín | NDR    | 2 – 2    | Itálie |
| 16. dubna 1969, Dresden          | NDR    | 2 – 1    | Wales  |
| 22. října 1969, Cardiff          | Wales  | 1 – 3    | NDR    |
| 4. listopadu 1969, Řím           | Itálie | 4 – 1    | Wales  |
| 22. listopadu 1969, Neapol       | Itálie | 3 – 0    | NDR    |

## Skupina 4
| Poř. | Tým           | B | Z | V | R | P | VG | IG | +/- |
| ---- | ------------- | - | - | - | - | - | -- | -- | --- |
| 1    | Sovětský svaz | 7 | 4 | 3 | 1 | 0 | 8  | 1  | 7   |
| 2    | Severní Irsko | 5 | 4 | 2 | 1 | 1 | 7  | 3  | 4   |
| 3    | Turecko       | 0 | 4 | 0 | 0 | 4 | 2  | 13 | -11 |

| Datum                        | Domácí        | Výsledek | Hosté         |
| ---------------------------- | ------------- | -------- | ------------- |
| 23. října 1968, Belfast      | Severní Irsko | 4 – 1    | Turecko       |
| 11. prosince 1968, Istanbul  | Turecko       | 0 – 3    | Severní Irsko |
| 10. září 1969, Belfast       | Severní Irsko | 0 – 0    | Sovětský svaz |
| 15. října 1969, Kyjev        | Sovětský svaz | 3 – 0    | Turecko       |
| 22. října 1969, Moskva       | Sovětský svaz | 2 – 0    | Severní Irsko |
| 16. listopadu 1969, Istanbul | Turecko       | 1 – 3    | Sovětský svaz |

## Skupina 5
| Poř. | Tým     | B | Z | V | R | P | VG | IG |
| ---- | ------- | - | - | - | - | - | -- | -- |
| 1    | Švédsko | 6 | 4 | 3 | 0 | 1 | 12 | 5  |
| 2    | Francie | 4 | 4 | 2 | 0 | 2 | 6  | 4  |
| 3    | Norsko  | 2 | 4 | 1 | 0 | 3 | 4  | 13 |

| Datum                         | Domácí  | Výsledek | Hosté   |
| ----------------------------- | ------- | -------- | ------- |
| 9. října 1968, Stockholm      | Švédsko | 5 – 0    | Norsko  |
| 6. listopadu 1968, Strasbourg | Francie | 0 – 1    | Norsko  |
| 19. června 1969, Oslo         | Norsko  | 2 – 5    | Švédsko |
| 10. září 1969, Oslo           | Norsko  | 1 – 3    | Francie |
| 15. října 1969, Stockholm     | Švédsko | 2 – 0    | Francie |
| 1. listopadu 1969, Paříž      | Francie | 3 – 0    | Švédsko |

## Skupina 6
| Poř. | Tým        | B | Z | V | R | P | VG | IG |
| ---- | ---------- | - | - | - | - | - | -- | -- |
| 1    | Belgie     | 9 | 6 | 4 | 1 | 1 | 14 | 8  |
| 2    | Jugoslávie | 7 | 6 | 3 | 1 | 2 | 19 | 7  |
| 3    | Španělsko  | 6 | 6 | 2 | 2 | 2 | 10 | 6  |
| 4    | Finsko     | 2 | 6 | 1 | 0 | 5 | 6  | 28 |

| Datum                     | Domácí     | Výsledek | Hosté      |
| ------------------------- | ---------- | -------- | ---------- |
| 19. června 1968, Helsinky | Finsko     | 1 – 2    | Belgie     |
| 25. září 1968, Bělehrad   | Jugoslávie | 9 – 1    | Finsko     |
| 9. října 1968, Waregem    | Belgie     | 6 – 1    | Finsko     |
| 16. října 1968, Brusel    | Belgie     | 3 – 0    | Jugoslávie |
| 27. října 1968, Bělehrad  | Jugoslávie | 0 – 0    | Španělsko  |
| 11. prosince 1968, Madrid | Španělsko  | 1 – 1    | Belgie     |
| 23. února 1969, Liège     | Belgie     | 2 – 1    | Španělsko  |
| 30. dubna 1969, Barcelona | Španělsko  | 2 – 1    | Jugoslávie |
| 4. června 1969, Helsinky  | Finsko     | 1 – 5    | Jugoslávie |
| 25. června 1969, Helsinky | Finsko     | 2 – 0    | Španělsko  |
| 15. října 1969, Cádiz     | Španělsko  | 6 – 0    | Finsko     |
| 19. října 1969, Skopje    | Jugoslávie | 4 – 0    | Belgie     |

## Skupina 7
| Poř. | Tým      | B  | Z | V | R | P | VG | IG | +/- |
| ---- | -------- | -- | - | - | - | - | -- | -- | --- |
| 1    | SRN      | 11 | 6 | 5 | 1 | 0 | 20 | 3  | 17  |
| 2    | Skotsko  | 7  | 6 | 3 | 1 | 2 | 18 | 7  | 11  |
| 3    | Rakousko | 6  | 6 | 3 | 0 | 3 | 12 | 7  | 5   |
| 4    | Kypr     | 0  | 6 | 0 | 0 | 6 | 2  | 35 | -32 |

| Datum                       | Domácí   | Výsledek | Hosté    |
| --------------------------- | -------- | -------- | -------- |
| 19. května 1968, Vídeň      | Rakousko | 7 – 1    | Kypr     |
| 13. října 1968, Vídeň       | Rakousko | 0 – 2    | SRN      |
| 6. listopadu 1968, Glasgow  | Skotsko  | 2 – 1    | Rakousko |
| 23. listopadu 1968, Nikósie | Kypr     | 0 – 1    | SRN      |
| 11. prosince 1968, Nikósie  | Kypr     | 0 – 5    | Skotsko  |
| 16. dubna 1969, Glasgow     | Skotsko  | 1 – 1    | SRN      |
| 19. dubna 1969, Nikósie     | Kypr     | 1 – 2    | Rakousko |
| 10. května 1969, Norimberk  | SRN      | 1 – 0    | Rakousko |
| 17. května 1969, Glasgow    | Skotsko  | 8 – 0    | Kypr     |
| 21. května 1969, Essen      | SRN      | 12 – 0   | Kypr     |
| 22. října 1969, Hamburg     | SRN      | 3 – 2    | Skotsko  |
| 5. listopadu 1969, Vídeň    | Rakousko | 2 – 0    | Skotsko  |

## Skupina 8
| Poř. | Tým         | B | Z | V | R | P | VG | IG |
| ---- | ----------- | - | - | - | - | - | -- | -- |
| 1    | Bulharsko   | 9 | 6 | 4 | 1 | 1 | 12 | 7  |
| 2    | Polsko      | 8 | 6 | 4 | 0 | 2 | 19 | 8  |
| 3    | Nizozemsko  | 7 | 6 | 3 | 1 | 2 | 9  | 5  |
| 4    | Lucembursko | 0 | 6 | 0 | 0 | 6 | 4  | 24 |

| Datum                       | Domácí      | Výsledek | Hosté       |
| --------------------------- | ----------- | -------- | ----------- |
| 4. září 1968, Rotterdam     | Lucembursko | 0 – 2*   | Nizozemsko  |
| 27. října 1968, Sofia       | Bulharsko   | 2 – 0    | Nizozemsko  |
| 26. března 1969, Rotterdam  | Nizozemsko  | 4 – 0    | Lucembursko |
| 20. dubna 1969, Krakov      | Polsko      | 8 – 1    | Lucembursko |
| 23. dubna 1969, Sofia       | Bulharsko   | 2 – 1    | Lucembursko |
| 7. května 1969, Rotterdam   | Nizozemsko  | 1 – 0    | Polsko      |
| 15. června 1969, Sofia      | Bulharsko   | 4 – 1    | Polsko      |
| 7. září 1969, Chořov        | Polsko      | 2 – 1    | Nizozemsko  |
| 12. října 1969, Lucemburk   | Lucembursko | 1 – 5    | Polsko      |
| 22. října 1969, Rotterdam   | Nizozemsko  | 1 – 1    | Bulharsko   |
| 9. listopadu 1969, Varšava  | Polsko      | 3 – 0    | Bulharsko   |
| 7. prosince 1969, Lucemburk | Lucembursko | 1 – 3    | Bulharsko   |

(*)Hráno v Nizozemsku místo v Lucembursku.